# Buffalo, Missouri
Buffalo är administrativ huvudort i Dallas County i Missouri. Countyts domstolshus brändes ned år 1863 i amerikanska inbördeskriget och samma öde mötte metodistkyrkan år 1864, som vid den punkten användes som domstolshus.